# Bless the Child (canción)
«Bless the Child» es el segundo sencillo de Nightwish del álbum Century Child. La versión editada es utilizada en la emisión china CCTV4. El video musical fue dirigido por Pasi Takula. El sencillo fue número uno en la lista de Finlandia, por la cual recibió el disco de platino. También ingresó en las listas de Alemania y los Países Bajos.

## Lista de canciones

### Versión Spinefarm
1. «Bless The Child» (editada)
2. «Bless The Child» (original)
3. «Lagoon»

### Versión Drakkar
1. «Bless The Child»
2. «Lagoon»
3. «The Wayfarer»

### Edición limitada MCD
1. «Bless The Child»
2. «The Wayfarer»
3. «Come Cover Me» (live)
4. «Dead Boy's Poem» (live)
5. «Once Upon A Troubadour»
6. «A Return To The Sea»
7. «Sleepwalker» (heavy version)
8. «Nightquest»